# Waipawa
Waipawa ist ein Ort im Central Hawke’s Bay District der Region Hawke’s Bay auf der Nordinsel von Neuseeland. Der Ort ist Sitz des Central Hawke’s Bay District Council.

## Geographie
Der Ort befindet sich rund 40 km südwestlich von Hastings und rund 51 km nordöstlich von Dannevirke am nördlichen Ufer des Waipawa River. Der Nächstliegende Ort ist Waipukurau, knapp 7 km in südliche Richtung. Durch Waipawa führt der New Zealand State Highway 2, der den Ort mit den Städten der Hawke’s Bay im Nordosten verbindet und nach Südwesten mit Dannevirke und Woodville. Durch Waipawa führt die Bahnstrecke Palmerston North–Gisborne. Der Bahnhof des Ortes ist allerdings schon seit längerer Zeit aufgegeben.

## Geschichte
Der Geschäftsmann Frederick Sedgwick Abbott erwarb nach 1851, als der von der Regierung beauftragte Donald McLean Land in der Region des heutigen Waipawa zum Verkauf anbot, 9600 Acre Land an der Furt des Waipawa River um dort 2000 Schafe, 20 Rinder und 2 Pferde. Er nannte die Stelle, an der man den Fluss überqueren konnte, Abbott’s Ford. Ab 1860 verkaufte er Anteile seines Landes an Siedler und Handwerker, durch sie dann schließlich der Ort Abbottsford mit einigen Häusern, zwei Pubs, einem Schmied und anderen kleinen Gewerbetreibenden entstand. Später erhielt der Ort seinen heutigen Namen.
1908 wurde dem Ort nach damaligen Maßstäben den Status einer Stadt verliehen, 1978 bei der Gründung des Waipawa Districts mit dem Waipawa County zusammengelegt und 1990 der Waipawa District mit dem Waipukurau District zum Central Hawke’s Bay District verschmolzen. Waipawa verlor dabei 1978 seine eigenständige Verwaltung.

## Bevölkerung
Zum Zensus des Jahres 2013 zählte der Ort 1965 Einwohner, 2,2 % mehr als zur Volkszählung im Jahr 2006.

## Wirtschaft
Waipawa ist Dienstleistungszentrum für das Umland, in dem bevorzugt Schaf- und Rinderzucht, aber auch Gartenbau betrieben wird. Innerhalb des Ortes befinden sich einige Industriebetriebe, die im Maschinenbau, in der Holzverarbeitung und in der Baustoffbranche tätig sind.
Hauptarbeitgeber sind drei Transportunternehmen und ein Verpackungsbetrieb von Mr Apple New Zealand, das ein Tochterunternehmen der Scales Corporation Ltd ist und in dem in der Saison 2,2 Millionen Kisten Äpfel für den Export verpackt werden.

## Sehenswürdigkeiten
In Waipawa befindet sich das Stettler's Museum, das etwas über die Geschichte des Ortes erzählt. Das Museum ist in einem ehemaligen Gebäude der Bank of New Zealand untergebracht, das aus dem Jahr 1910 stammt.

## Persönlichkeiten
- Anthony Polhill (* 1947), Leichtathlet
- Tinks Pottinger (* 1956), Vielseitigkeitsreiterin